# تكريس روسيا لقلب مريم الطاهر

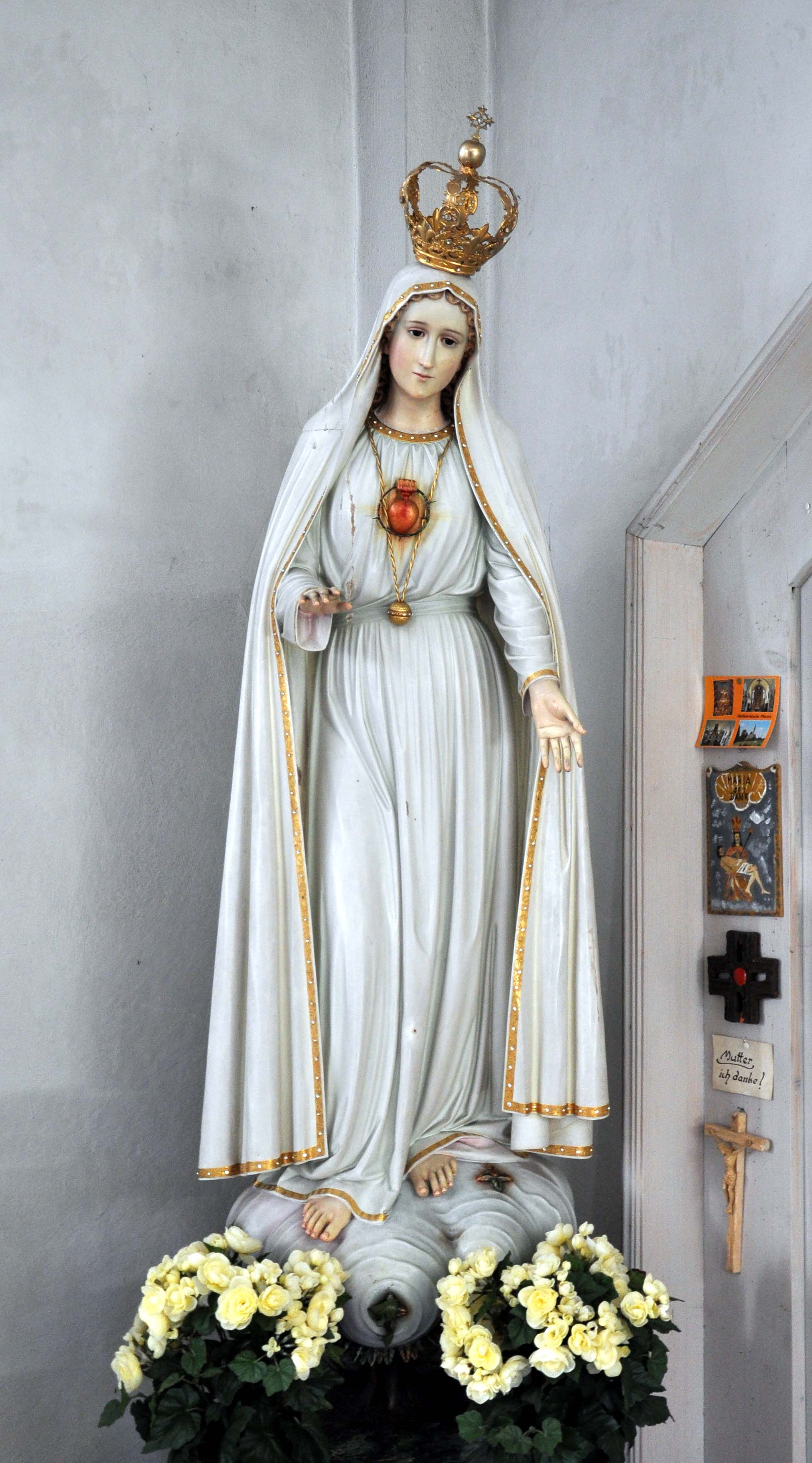
سيدة فاطمة ، بقلبها الطاهر محاط بالأشواك، وسلسلة قلادة بها كرة ذهبية من الضوء، وحافية القدمين كما وصفتها لوسيا دوس سانتوس

تم طلب تكريس روسيا لقلب مريم الطاهر من قبل البابا الحاكم أثناء ظهور مريم لسيدة فاطيما في 13 يوليو 1917، وفقًا للوسيا دوس سانتوس (إحدى الرؤاة الثلاثة الذين رأوا الظهور) التي قالت ان مريم العذراء وعدت بأن تكريس روسيا لقلب مريم الطاهر سوف ينتج بفترة من السلام العالمي.
كرّس الباباوات بيوس الثاني عشر، وبولس السادس، ويوحنا بولس الثاني روسيا لقلب مريم الطاهر (دون تسمية روسيا أو الاتحاد السوفييتي تحديداً). في 25 مارس 2022، كرّس البابا فرانسيس روسيا لقلب مريم الطاهر، إلى جانب أوكرانيا، مع ذكر البلدين لأول مرة. حدث هذا خلال الغزو الروسي لأوكرانيا.

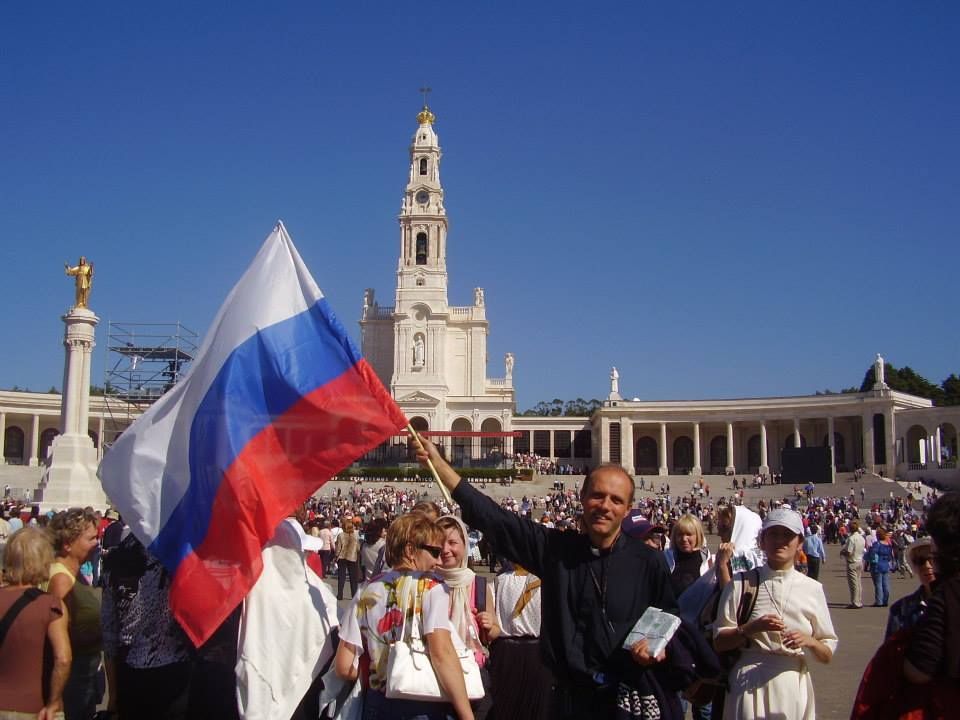
كاهن وحجاج روس في مزار فاطمة في البرتغال.

## أنظر أيضا
- قلب مريم الطاهر
- فعل التكريس لقلب يسوع الأقدس
- التعبد المريمي
- تساعية
- شفاعة القديسين